# Robert Williams (pittore)
Robert Williams (Los Angeles, 2 marzo 1943) è un pittore statunitense, direttore del Juxtapoz Art & Culture Magazine.

## Biografia
Williams divenne fin da giovane membro della Zap Collective assieme ad altri artisti e disegnatori come Robert Crumb. Qui Robert creò un nuovo genere di immagini psichedeliche con "Big Daddy" Ed Roth, unendo la cultura della California con stili cinematici e apocalittici. 
Il suo lavoro più famoso è forse l'Appetite for Destruction, prima copertina dell'omonimo album della band Guns N' Roses, poi ritirato dal mercato perché pubblicato senza autorizzazione, in seguito a pressioni della Geffen Records.
Williams fondò la rivista Juxtapoz nel 1994 dove collabora con altri artisti come Mark Ryden.